# Апостолос Таскудіс
Апостолос Таскудіс (грец. Απόστολος Τασκούδης; нар. 22 квітня 1985) — грецький борець вільного стилю та пляжний борець, дворазовий чемпіон, дворазовий срібний та бронзовий призер чемпіонатів світу з пляжної боротьби, чемпіон Середземноморських ігор з пляжної боротьби, срібний та бронзовий призер Середземноморських чемпіонатів, учасник Олімпійських ігор у змаганнях з вільної боротьби.

## Життєпис
Боротьбою почав займатися з 1994 року.
Виступав за спортивний клуб «Сан-Георгіос» Сере. Тренери — Автанділ Бзалава (з 1994), Ліа Ніколау з (1994).

## Спортивні результати на міжнародних змаганнях

### Виступи на Олімпіадах
| Змагання                    | Збірна | Вагова категорія          | Місце |
| --------------------------- | ------ | ------------------------- | ----- |
| Літні Олімпійські ігри 2004 | Греція | вільна боротьба, до 66 кг | 6     |

### Виступи на Чемпіонатах світу
| Змагання                                | Збірна | Вагова категорія          | Місце  |
| --------------------------------------- | ------ | ------------------------- | ------ |
| Чемпіонат світу з боротьби 2005         | Греція | вільна боротьба, до 66 кг | 13     |
| Чемпіонат світу з боротьби 2006         | Греція | вільна боротьба, до 66 кг | 22     |
| Чемпіонат світу з боротьби 2007         | Греція | вільна боротьба, до 66 кг | 22     |
| Чемпіонат світу з боротьби 2009         | Греція | вільна боротьба, до 74 кг | 7      |
| Чемпіонат світу з пляжної боротьби 2012 | Греція | до 70 кг                  | Золото |
| Чемпіонат світу з пляжної боротьби 2013 | Греція | до 70 кг                  | Золото |
| Чемпіонат світу з пляжної боротьби 2014 | Греція | до 70 кг                  | Срібло |
| Чемпіонат світу з пляжної боротьби 2015 | Греція | до 70 кг                  | Бронза |
| Чемпіонат світу з пляжної боротьби 2016 | Греція | до 70 кг                  | Срібло |

### Виступи на Чемпіонатах Європи
| Змагання                         | Збірна | Вагова категорія          | Місце |
| -------------------------------- | ------ | ------------------------- | ----- |
| Чемпіонат Європи з боротьби 2004 | Греція | вільна боротьба, до 66 кг | 12    |
| Чемпіонат Європи з боротьби 2007 | Греція | вільна боротьба, до 66 кг | 5     |
| Чемпіонат Європи з боротьби 2008 | Греція | вільна боротьба, до 66 кг | 10    |
| Чемпіонат Європи з боротьби 2009 | Греція | вільна боротьба, до 74 кг | 13    |
| Чемпіонат Європи з боротьби 2011 | Греція | вільна боротьба, до 74 кг | 8     |
| Чемпіонат Європи з боротьби 2013 | Греція | вільна боротьба, до 74 кг | 8     |

### Виступи на Середземноморських іграх
| Змагання                    | Збірна | Вагова категорія          | Місце  |
| --------------------------- | ------ | ------------------------- | ------ |
| Середземноморські ігри 2015 | Греція | пляжна боротьба, до 70 кг | Золото |

### Виступи на Середземноморських чемпіонатах
| Змагання                                     | Збірна | Вагова категорія          | Місце  |
| -------------------------------------------- | ------ | ------------------------- | ------ |
| Середземноморський чемпіонат з боротьби 2011 | Греція | вільна боротьба, до 74 кг | Срібло |
| Середземноморський чемпіонат з боротьби 2012 | Греція | вільна боротьба, до 74 кг | Бронза |

### Виступи на інших змаганнях
| Змагання                                                      | Збірна | Вагова категорія          | Місце |
| ------------------------------------------------------------- | ------ | ------------------------- | ----- |
| Чемпіонат світу з боротьби серед студентів 2008               | Греція | вільна боротьба, до 74 кг | 7     |
| Олімпійський кваліфікаційний турнір з боротьби 2008 (Мартіні) | Греція | вільна боротьба, до 66 кг | 16    |
| Олімпійський кваліфікаційний турнір з боротьби 2008 (Варшава) | Греція | вільна боротьба, до 66 кг | 7     |
| Літня Універсіада 2013                                        | Греція | вільна боротьба, до 74 кг | 11    |

### Виступи на змаганнях молодших вікових груп
| Змагання                                       | Збірна | Вагова категорія          | Місце  |
| ---------------------------------------------- | ------ | ------------------------- | ------ |
| Чемпіонат Європи з боротьби серед юніорів 2002 | Греція | вільна боротьба, до 63 кг | 6      |
| Чемпіонат світу з боротьби серед юніорів 2003  | Греція | вільна боротьба, до 66 кг | 5      |
| Чемпіонат Європи з боротьби серед юніорів 2004 | Греція | вільна боротьба, до 66 кг | 8      |
| Чемпіонат Європи з боротьби серед кадетів 2000 | Греція | вільна боротьба, до 50 кг | 8      |
| Чемпіонат Європи з боротьби серед кадетів 2001 | Греція | вільна боротьба, до 58 кг | Срібло |
| Чемпіонат Європи з боротьби серед кадетів 2002 | Греція | вільна боротьба, до 63 кг | Бронза |